# Georg Jacoby
Georg Jacoby (Magúncia, 23 de juliol de 1882 – Múnic 21 de febrer de 1964) va ser un director i guionista cinematogràfic de nacionalitat alemanya, dedicat principalment al cine musical.

## Biografia
Des de la seva infància Jacoby va estar lligat al món de l'escena gràcies al seu pare, Wilhelm Jacoby, director teatral i autor de comèdies.
Va començar la seva carrera artística com a actor al Stadttheater de Bremen, treballant més endavant al Stadttheater de Königsberg, encara que va anar redirigint la seva carrera cap a la direcció teatral, establint-se finalment a Berlín.
Georg Jacoby va treballar en 1913 per a la companyia Literaria-Film, començant a escriure els seus primers guions. Durant la Primera Guerra Mundial va escriure guions patriòtics per a la BUFA (Bild und Filmamt) i per a Mars-Film. Després de la contesa va ser contractat per Universum Film AG, escrivint guions de comèdies lleugeres. Va ser en aquesta època quan es va casar amb l'actriu Elga Brink. Va col·laborar amb Emil Jannings, i va participar en la producció d'obres monumentals com Quo vadis, o en històries exòtiques i drames policíacs.
Després de l'arribada del cinema sonor es va concentrar en la producció de treballs més personals. En aquesta línia, el seu film Moral und Liebe va ser prohibit en 1933 per les autoritats nazis.
Mentre rodava la pel·lícula Heisses Blut, va conèixer a la que en 1940 es va convertir en la seva segona esposa, la gran actriu de l'època Marika Rökk, d'origen hongarès, a la qual faria actuar en la major part de les seves cintes. Jacoby treballava amb un equip de producció i un equip tècnic que li seguien constantment en els seus films. Un altre artista amb el qual va col·laborar va ser el "Tino Rossi" de l'Alemanya dels anys 1930 a 1960, Johannes Heesters, d'origen neerlandès. L'estil de les seves pel·lícules, amb les seves coreografies i les seves bandes sonores compostes pels seus autors preferits, va ser personal i recognoscible pel públic, típic d'una alegria de viure i una lleugeresa poc convencionals. Després de la guerra se li va prohibir treballar fins a 1947, per haver-se adherit, per oportunisme, al Partit Nacionalsocialista Obrer Alemany, a pesar que en cap de les seves produccions prengués postures ideològiques o polítiques.
En la dècada de 1950 va produir i va escriure guions per a films policíacs i comèdies, participant al llarg de la seva carrera en un total de més de 200 pel·lícules.
Georg Jacoby va morir a Múnic en 1964. Tenia 81 anys. Va ser enterrat al cementiri nord de Wiesbaden. La seva filla és l'actriu Gabriele Jacoby.

## Filmografia
- 1913: Buckelhannes
- 1913: Madame Incognito
- 1914: Das Rennen um Leben
- 1914: Der letzte Flug
- 1915: Die Tänzerin
- 1915: König Motor
- 1916: Ein toller Einfall
- 1916: Ein tolles Mädel
- 1916: Bogdan Stimoff
- 1916: Die Entdeckung Deutschlands[3]
- 1917: Der feldgraue Groschen
- 1917: Unsühnbar
- 1917: Jan Vermeulen, der Müller aus Flandern
- 1918: Dem Licht entgegen
- 1918: Keimendes Leben
- 1919: Das Schwabemädle
- 1919: Moral und Sinnlichkeit
- 1919: Vendetta
- 1919: Komtesse Dolly
- 1919: Das Karussell des Lebens
- 1919: Kreuziget sie!
- 1919: Erdgift
- 1920: Hundemamachen
- 1920: Die schwarze Rose von Cruska
- 1920: Künstlerlaunen
- 1920: Indische Rache
- 1921: Der Tod und die Liebe
- 1921: Der Mann ohne Namen
- 1922: Das Mädel mit der Maske
- 1923: So sind die Männer
- 1923: Das Paradies im Schnee
- 1924: Quo Vadis?
- 1926: Die Insel der verbotenen Küsse
- 1927: Die Frau ohne Namen
- 1927: Das Frauenhaus von Rio
- 1927: Colonialskandal
- 1928: Indizienbeweis
- 1929: Meineid
- 1930: Die Lindenwirtin
- 1930: Pension Schöller
- 1931: Der verjüngte Adolar
- 1931: Die Blumenfrau von Lindenau
- 1931: Kadetten
- 1933: Moral und Liebe
- 1934: Die Csardasfürstin
- 1936: Heißes Blut
- 1936: Der Bettelstudent
- 1936: Herbstmanöver
- 1937: Gasparone
- 1937: Husaren, heraus!
- 1937: Die Kronzeugin
- 1937: Und du mein Schatz fährst mit
- 1938: Eine Nacht im Mai
- 1940: Kora Terry
- 1941: Frauen sind doch bessere Diplomaten
- 1941: Tanz mit dem Kaiser
- 1942: Hab mich lieb!
- 1944: Die Frau meiner Träume
- 1950: Kind der Donau
- 1951: Frühling auf dem Eis
- 1951: Die Csardasfürstin
- 1951: Sensation in San Remo
- 1952: Pension Schöller
- 1953: Maske in Blau
- 1953: Die geschiedene Frau
- 1955: Gestatten, mein Name ist Cox
- 1955: Drei Mädels vom Rhein
- 1955: Drei Tage Mittelarrest
- 1956: Ich und meine Schwiegersöhne
- 1956: Zu Befehl, Frau Feldwebel
- 1957: Nachts im Grünen Kakadu
- 1957: Familie Schimek
- 1958: Bühne frei für Marika
- 1959: Die Nacht vor der Premiere
- 1960: Pension Schöller
- 1960: Bomben auf Monte Carlo